# Loperamida
La loperamida es un antidiarreico opioide derivado de la fenilpiperidina, agonista de los receptores μ del intestino delgado. Disminuye la actividad de los músculos circular y longitudinal del intestino y por lo tanto disminuye el tránsito gastrointestinal.

## Historia
La loperamida es un antidiarreico oral sintetizado en 1969 por la empresa farmacéutica Janssen Pharmaceutica (hoy en día Janssen-Cilag), utilizado con fines médicos desde 1976. Posteriormente, se aprobó para venta sin receta médica en 1988.

## Farmacocinética

### Vías de administración
La loperamida tiene una presentación en tabletas, cápsulas y en suspensión o solución, de modo que su administración es por vía oral.
La dosis va a depender de la edad del paciente al que se le esté administrando, así como de la respuesta al medicamento. Adicionalmente, la dosis va a cambiar si el fármaco está siendo administrado para tratar diarrea aguda (duración generalmente entre 1 a 2 días pero que puede alcanzar hasta 14 días) o si se trata de diarrea crónica (duración de al menos 2 semanas o 4 semanas dependiendo de la guía).

### Absorción
Se absorbe en el tracto gastrointestinal y sufre un extenso metabolismo de primer paso para formar metabolitos inactivos que se excretan en la bilis. La biodisponibilidad del fármaco es inferior al 2%.

### Distribución
La loperamida no atraviesa la barrera hematoencefálica y generalmente actúa de forma periférica. En niños menores de 2 años, la barrera hematoencefálica es inmadura y la loperamida puede atravesarla cuando se administra en dosis altas.

### Metabolismo y metabolitos
Tiene un extenso metabolismo de primer paso en el hígado. La vía metabólica primaria es la N-desmetilación oxidativa mediada por CYP2C8 y CYP3A4 - por lo que presenta efecto del primer paso - para formar N-desmetil loperamida y es sustrato del transportador de salida glucoproteína P. Los metabolitos de la loperamida son farmacológicamente inactivos.

### Excreción
La loperamida y sus metabolitos se eliminan por vía biliar. Solo el 2% de una dosis absorbida se excreta sin cambios en la orina. La vida media de la loperamida es de aproximadamente 10,8 horas.

## Farmacodinámica

La loperamida actúa en los receptores μ intestinales.

### Mecanismo de acción

#### Efecto farmacológico
La loperamida se absorbe directamente en la pared intestinal. Actúa directamente en el plexo mientérico de la capa muscular longitudinal, disminuyendo la actividad propulsiva y aumentando la actividad no propulsiva. La loperamida disminuye el peristaltismo y la secreción de líquidos en el tracto gastrointestinal, retrasa el tiempo de tránsito colónico y aumenta la absorción de líquidos y electrolitos del tracto gastrointestinal, una acción antisecretora producida por un antagonismo de la calmodulina, por lo que proporciona un alivio sintomático de la diarrea.
Así mismo, la loperamida incrementa el tono rectal, disminuye el volumen fecal y aumenta la viscosidad y la densidad aparente de las heces, así como el tono del esfínter anal por lo que se disminuye la incontinencia observada en la diarrea.

### Interacciones
La loperamida interactúa principalmente en el tracto gastrointestinal, al retrasar el peristaltismo afecta la absorción de algunos medicamentos que actúan aquí.  
Adicionalmente, la loperamida va a presentar una interacción con alimentos, en este caso se trata de alcohol, y 4 interacciones con enfermedades.
Algunas de las interacciones llamativas de la loperamida son con inhibidores del transportador de eflujo de la glicoproteína P, que en condiciones fisiológicas mantiene a la loperamida fuera del sistema nervioso central. Algunos de los fármacos que causan esta inhibición son corticosteroides, quinidina, metadona, ketoconazol, inhibidores de proteasa, fármacos antineoplásicos y verapamilo.

#### Alcohol y alimentos
El alcohol puede ocasionar un incremento de los efectos secundarios de la loperamida en el sistema nervioso central como son: mareos, somnolencia y dificultad para concentrarse por lo que debe evitarse su consumo mientras se esté en tratamiento con este fármaco. Adicionalmente, pero de forma más infrecuente, algunas personas pueden experimentar deterioro en el pensamiento y el juicio cuando se consume alcohol durante el tratamiento con loperamida.
Aparte del alcohol, el paciente puede comer y beber cualquier otro tipo de alimento mientras se encuentra en tratamiento con loperamida. Sin embargo, instituciones como el instituto nacional de salud del Reino Unido señalan que, si el paciente presenta diarrea, es mejor evitar el consumo de alimentos muy especiados, picantes o con un alto contenido de grasa.

#### Embarazo
Está clasificado como categoría B. No hay evidencia científica suficiente que indique o asocie que loperamida contiene propiedades teratogénicas o embriotóxicas. Sin embargo, deben considerarse los beneficios terapéuticos descritos frente a posibles riesgos potenciales antes de recetar dicho fármaco pues se describe un mayor riesgo de hipospadias y un aumento de la proporción de partos por cesárea.
| Fármacos que interactúan con loperamida | Fármacos que interactúan con loperamida |
| --- | --- |
| Fármaco | Resultados de la interacción |
| Abiraterona, Amiodarona, Amprenavir, Atazanavir, Bepridilo, Boceprevir, Citrato de bismuto ranitidina, Claritromicina, Clopiogrel, Cobicistato, Conivaptan, Ciclosporina, Delavirdina, Diltiazem, Dronedarona, Eritromicina, Espirolactona, Flibanserina, Fosamprenavir, Gemfibrozil, Idelalisib, Indinavir, Lapatinib, Levoketoconazol, Lonafarnib, Mibefradil, Nefazodona, Nelfinavir, Posaconazol, Quinina, Ranitidina, Tacrolimus, Telaprevir, Telitromicina, Troleandomicina, Verapamilo, Voriconazol | Farmacocinética: Estos fármacos pueden aumentar significativamente los niveles sanguíneos de loperamida. Esto puede provocar complicaciones graves y potencialmente mortales, como ritmo cardíaco irregular y paro cardíaco, especialmente si usa más de las dosis recomendadas de loperamida. También puede ser más susceptible si tiene una afección cardíaca llamada síndrome de QT largo congénito, otras enfermedades cardíacas, anomalías en la conducción o trastornos electrolíticos                                                    |
| Esketamina, Ketamina | Farmacodinamia: El uso de estos fármacos junto con loperamida puede aumentar los efectos secundarios como somnolencia, confusión, dificultad para concentrarse y deterioro del pensamiento, el juicio, la velocidad de reacción y la coordinación motora. |
| Itraconazol, Ketoconazol | Farmacocinética: Estos medicamentos son inhibidores de CYP3A4 y CYP2C8 por lo que pueden aumentar significativamente los niveles sanguíneos de loperamida. Esto puede provocar complicaciones graves y potencialmente mortales, como ritmo cardíaco irregular y paro cardíaco, especialmente si usa más de las dosis recomendadas de loperamida. También puede ser más susceptible si tiene una afección cardíaca llamada síndrome de QT largo congénito, otras enfermedades cardíacas, anomalías en la conducción o trastornos electrolíticos. |
| Papaverina | Farmacodinamia: La combinación de loperamida con papaverina puede aumentar el riesgo de un ritmo cardíaco irregular que puede ser grave y potencialmente mortal, aunque es un efecto secundario relativamente raro. |
| Quinidina | Farmacocinética: La quinidina es un inhibidor de la glicoproteína P por lo que puede aumentar significativamente los niveles sanguíneos de loperamida. Esto puede provocar complicaciones graves y potencialmente mortales, como ritmo cardíaco irregular y paro cardíaco, especialmente si usa más de las dosis recomendadas de loperamida. También puede ser más susceptible si tiene una afección cardíaca llamada síndrome de QT largo congénito, otras enfermedades cardíacas, anomalías en la conducción o trastornos electrolíticos.     |

### Interacciones con enfermedades

#### Líquidos y electrolitos
La loperamida al ser un fármaco que disminuye el peristaltismo va a hacer que se produzca una acumulación de líquido dentro del tracto gastrointestinal y esto puede agravar aún más la deshidratación que de por sí ya produce la diarrea. Se debe tener precaución al suministrarse en pacientes con desequilibrio electrolítico, la rehidratación y el reemplazo de electrolitos deben iniciarse antes de iniciar la terapia.

#### Megacolon tóxico
La loperamida ha sido asociada con un riesgo potencial moderado a enfermedad inflamatoria intestinal. La disminución de la motilidad intestinal y el tiempo de tránsito prolongado han resultado en megacolon tóxico en pacientes con enfermedad como colitis ulcerosa aguda y la enfermedad de Crohn. También se ha reportado íleo paralítico.
Los antidiarreicos y aquellos fármacos que ocasionan un efecto antiperistáltico o disminución de la motilidad gastrointestinal, así como prolongar el tiempo de tránsito deben administrarse con precaución en estos pacientes.

#### Diarrea infecciosa
La loperamida se contraindica en diarrea infecciosa debido a que, al disminuir la motilidad gastrointestinal, pueden retrasar la excreción de toxinas u organismos gastroentéricos infecciosos como E. coli toxigénica, Salmonella y Shigella. Los pacientes que tienen diarrea con fiebre alta o pus o sangre en las heces, pueden tener diarrea infecciosa y por lo tanto no deben usar loperamida.

#### Insuficiencia hepática y renal
Como la loperamida se metabolizada en el hígado y debe administrarse con precaución cuando el paciente tiene enfermedad hepatorrenal o enzimas hepáticas en niveles anormales. Se puede presentar coma hepático como complicación. 

## Uso clínico

### Diarrea crónica
Diarrea crónica asociada con la enfermedad inflamatoria intestinal.

#### Cápsulas
- Niños menores de 2 años: No se recomienda el uso de este medicamento.
- Niños de 2 años en adelante: La dosis debe ser determinada por un profesional médico.
- Adultos: Se tiene una primera dosis de 2 cápsulas de 2 mg cada una (4 mg en total) luego de la primera evacuación blanda y luego se da una administración de 1 cápsula (2 mg) tras cada deposición blanda. No obstante, el médico puede ajustar la dosis de acuerdo con las necesidades del paciente, aunque no se suele pasar una dosis de 8 cápsulas (16 mg totales al día).

### Diarrea aguda
Diarrea aguda, definida como tres o más evacuaciones al día, en esta clasificación se incluye la diarrea del viajero (caracterizado por heces sueltas y acuosas).
Las indicaciones para el uso de loperamida son las siguientes:

#### Solución oral
Este tipo de administración es utilizado primordialmente en niños:
- Niños menores de 2 años: No se recomienda el uso de este medicamento.
- Niños entre 2 a 5 años con un peso entre 13 a 20 Kg: 1 cucharada que contiene 1 mg de medicamento tres veces al día.
- Niños entre 6 a 8 años que presentan un peso entre 20 a 30 Kg: 2 cucharadas que contienen 2 mg de medicamento. Se administra tres veces al día.
- Niños entre 8 a 12 años que presentan un peso superior a 30 Kg: 2 cucharadas que contienen 2 mg de medicamento. Se administra tres veces al día.

#### Tabletas y cápsulas
- Niños mayores de 6 años: No se recomienda el uso de este tipo de presentación a menos que sea instrucción de su médico. Se prefiere el uso de solución oral o cápsulas.
- Niños entre 6 a 8 años: La dosis usual es una tableta de 2 mg luego de la primera evacuación blanda y media tableta (1 mg) luego de cada evacuación blanda tras la administración de la primera dosis. No debe haber una administración superior a 2 tabletas (4 mg en total) en un lapso de 24 horas.
- Niños entre 9 a 11 años: La dosis usual es de 1 tableta de 2 mg luego de que se presente la primera evacuación blanda y media tableta (1 mg) tras cada evacuación blanda que se presenten tras esa primera evacuación blanda. Sin embargo, no se deben consumir más de 3 tabletas (6 mg) en un lapso de 24 horas.
- Adolescentes (entre 12 y 17 años) y adultos: La dosis usual es de 2 tabletas de 2 mg cada una (4 mg en total) luego de la primera evacuación blanda y 1 tableta (2 mg) luego de cada deposición banda luego de la ingesta de la primera dosis. Sin embargo, no deben ingerirse más de 4 tabletas (8 mg en total) en un periodo de 24 horas.[10]

### Tratamiento sintomático de diarrea por quimioterapia
En la diarrea relacionada con quimioterapia se recomienda el uso de loperamida para el alivio sintomático de la diarrea que se presenta como efecto secundario de la quimioterapia.
- Grado 1 o 2: De leve a moderada, donde la diarrea no presenta complicaciones, se sugiere una dosis inicial de 4 mg, seguida de 2 mg cada cuatro horas o 2 mg luego de cada deposición blanda que presente el paciente. Sin embargo, no se debe exceder la dosis máxima de 16 mg al día.
- Grado 3 o 4: En pacientes con diarrea severa, diarrea leve a moderada que se complica por un dolor abdominal que puede ser moderado a severo, pacientes con diarrea de grado 2 o en los cuales hay un empeoramiento de la condición con la aparición de náuseas/vómito, pacientes que presentan disminución en la capacidad de hacer deposiciones, fiebre, sepsis, neutropenia, sangrado o deshidratación; diarrea leve a moderada sin complicaciones que persiste luego de 24 horas donde se ha administrado loperamida, se recomienda una dosis alta de loperamida. Esto incluye 4 mg inicial y posteriormente 2 mg cada 2 horas sin exceder la dosis máxima de 16 mg.

### Efectos adversos

#### Efectos adversos comunes
- Xerostomía
- Flatulencia
- Calambres abdominales
- Náuseas
- Íleo
- Estreñimiento
- Retención urinaria
- Mareo
- Somnolencia

#### Efectos adversos graves
- Megacolon tóxico
- Enterocolitis necrotizante
- Síndrome de Stevens-Johnson
- Necrólisis epidérmica tóxica
- Síncope
- Prolongación del intervalo QT (bastante frecuente en un gran número de los fármacos que interacción con loperamida), torsades puntiagudas, taquicardia ventricular
- Otras arritmias ventriculares y/o paro cardiaco

| Reacciones adversas criterios CIOSM     | Reacciones adversas criterios CIOSM | Reacciones adversas criterios CIOSM                |
| --------------------------------------- | ----------------------------------- | -------------------------------------------------- |
| Sistema implicado                       | Grupo CIOSM                         | Tipo de reacción                                   |
| Sistema gastrointestinal                | Muy frecuentes                      | Estreñimiento, distensión abdominal.               |
| Sistema gastrointestinal                | Frecuentes                          | Náusea, boca seca.                                 |
| Sistema nervioso central                | Poco frecuentes                     | Anorexia, mareos.                                  |
| Sistema nervioso central                | Raros                               | Somnolencia.                                       |
| Sistema gastrointestinal y tegumentario | Muy raros                           | Megacolon tóxico, reacciones alérgicas en la piel. |

### Contraindicaciones
- Las tabletas de loperamida tienen lactosa como excipiente, por lo cual se contraindica en pacientes con intolerancia a la lactosa o deficiencia de lactasa.
- Puede ocasionar hipersensibilidad al hidrocloruro de loperamida.
- No usarse como terapia principal de enfermedades como disentería aguda (terapia con fluidos y electrolitos), colitis ulcerosa aguda o en la enterocolitis bacteriana (antibióticos).
- No se debe administrar cuando se busca evitar la inhibición del peristaltismo ya que hay un posible riesgo de secuelas significativas como megacolon y megacolon tóxico.[12]

### Sobredosis
En situaciones de sobredosis, la cual se va a encontrar dependiente por la edad del paciente, se presentan afectaciones principalmente del sistema nervioso central: estupor, coordinación anormal, somnolencia, miosis, hipertonía muscular y depresión respiratoria. Los niños van a ser mucho más sensibles a las alteraciones del sistema nervioso central que los adultos. 
Adicionalmente se puede observar una atonía del íleo y las afecciones cardiacas que pueden observarse incluyen: prolongación del intervalo QT - un efecto observado en la mayoría de los medicamentos que presentan interacciones mayores con loperamida - y del complejo QRS, torsades de pointes (una taquicardia ventricular poco frecuente), otras arritmias ventriculares graves, parada cardiaca y síncope.

### Presentaciones
Por sus propiedades fisicoquímicas y requisitos de conservación, entre los excipientes habituales para este producto nos podemos encontrar con los siguientes: Tableta, cápsula, solución oral. 

## Anécdotas

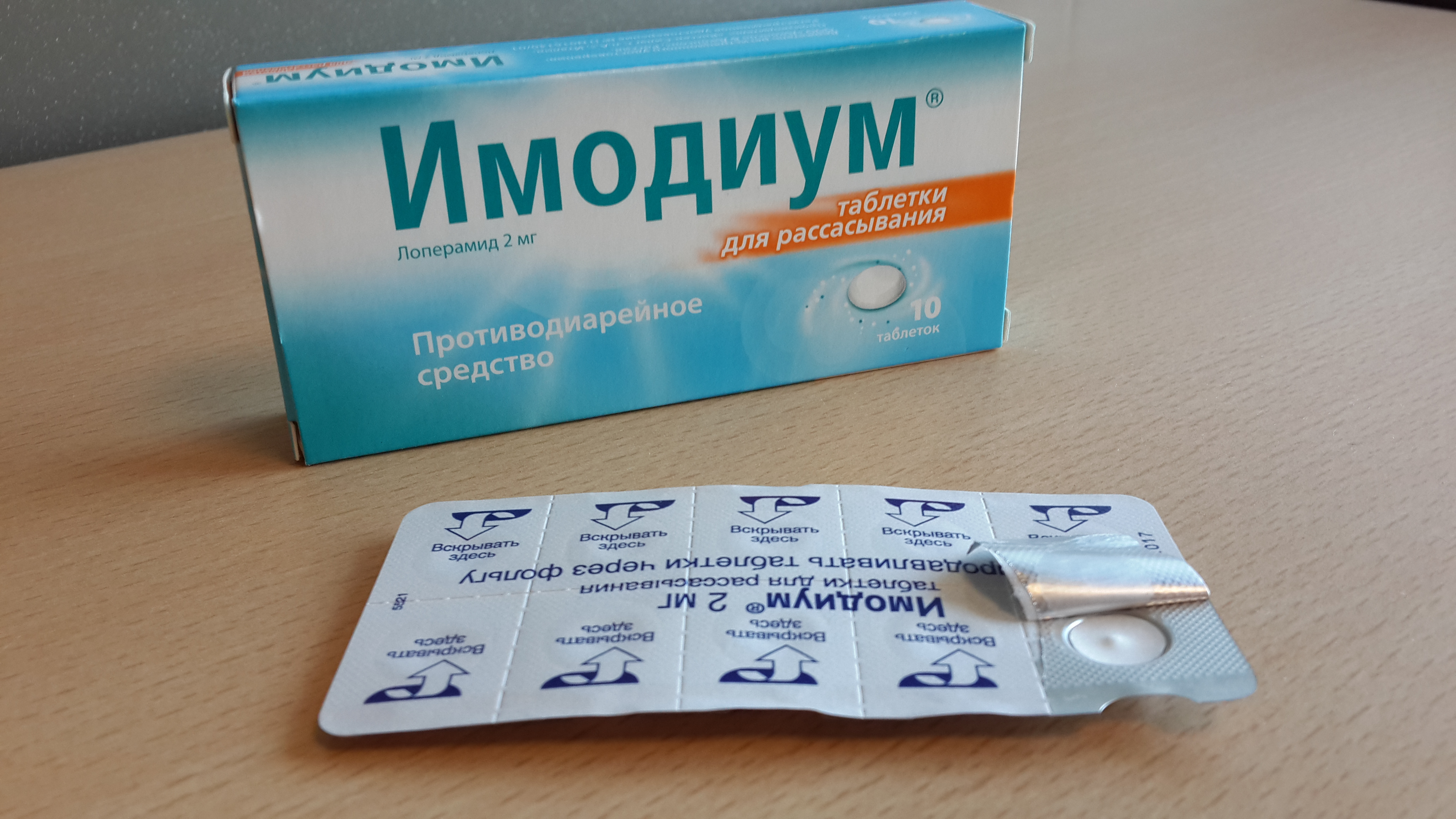
Imodium (loperamida)

La loperamida se ha usado en el running recreativo, más por sus propiedades antidiarreicas que opioides, porque cuando la persona se encuentra con ansiedad por alguna competencia, uno de los síntomas predominantes de tal ansiedad es la diarrea, por lo que se usa para tratarla. Aun así, este medicamento se encuentra en la lista de sustancias prohibidas en deporte con términos competitivos, sobre todo porque resulta difícil diferenciar si se trata de opioide con un efecto analgésico o solo usado para tratar una enfermedad como la diarrea.

## Uso veterinario
La loperamida es uno de los principales componentes de un medicamento para uso bovino y equino, llamado Biotol, el cual es usado para detener la diarrea, debido a que permite que los movimientos intestinales sean más lentos. Al ser también un analgésico ayuda a controlar el dolor.
Normalmente se usa junto con antibióticos para que actúen en sinergia y pueda corregir la causa de la diarrea, que normalmente es una causa bacteriana.

## Otros usos

### Uso recreacional

Comparación de las moléculas de fentanilo y loperamida.

La loperamida es un medicamento de uso común y se cree que su potencial de uso indebido es relativamente bajo. Sin embargo, al ser un medicamento de venta libre, ha sido utilizado de forma reciente por pacientes que buscan lograr una euforia similar a aquella producida por los opioides o con el fin de medicarse para los síntomas producidos en la abstinencia de los opioides pues con el uso indebido a corto plazo puede reducir el deseo intenso de una droga. Sin embargo, no se sabe exactamente con qué frecuencia se abusa de este fármaco.

### Controversias
Un informe de la FDA en el 2016 advierte acerca del uso de la loperamida al ser un fármaco opioide. Su consumo a dosis por encima de las terapéuticas hace que pase de su perfil como antidiarreico a su perfil como opioide, sobre todo a uno de los efectos que buscan las personas farmacodependientes de esta droga, que es la euforia. Por tanto, al pasarse de esas dosis terapéuticas se reportó que había un mayor riesgo de enfermedades cardíacas que pueden conllevar a la muerte.
Por lo anterior, no se recomienda el uso de la loperamida en pacientes que anteriormente se ha detectado con trastornos por consumo de opioides, que se deben remitir.

## Almacenamiento
El medicamento debe ser almacenado en un recipiente cerrado a temperatura ambiente, alejado del calor, humedad y luz directa. No debe refrigerarse ni congelarse.